# Osiedle Południe (Augustów)
Osiedle Południe – osiedle w Augustowie w województwie podlaskim.

## Położenie
Osiedle Południe położone jest ok. 1 km na południowy wschód od centrum miasta, w obrębie ulic Brzostowskiego (droga krajowa nr 16), Sucharskiego i Obrońców Westerplatte (droga wojewódzka nr 664). 

## Współczesność
Dominują na nim bloki mieszkalne. Na osiedlu zlokalizowane jest Centrum Sportu i Rekreacji w Augustowie z krytą pływalnią. Osiedle zaczęło powstawać w latach 80. XX w., kiedy zbudowano na nim kilka bloków komunalnych.